# Theobald Böhm

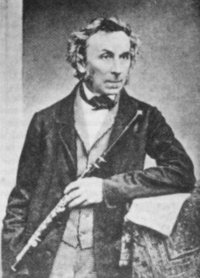
Theobald Böhm, foto door Franz Hanfstaengl, ca. 1852.

Theobald Böhm (achternaam ook vaak gespeld als Boehm) (München, 9 april 1794 – 25 november 1881) was een Duits uitvinder, fluitvirtuoos, componist van werken voor de fluit en fluitbouwer, die bekendheid verwierf als uitvinder van de moderne dwarsfluit.

## Leven
Böhm werd geboren in München in Beieren en leerde het vak van goudsmid van zijn vader Karl Friedrich Böhm. Hij leerde zichzelf eerst flageolet en vervolgens fluit spelen met een eenkleppige traverso. In 1810 kwam hij onder de aandacht van de fluitist Johann Nepomuk Capeller die hem les gaf tot 1812, toen deze verklaarde dat hij hem niets meer kon leren. Op zijn 18e was Böhm al goed genoeg om in een orkest te spelen. In 1818 werd hij benoemd tot eerste fluitist van het orkest van het Koninklijk Isartor-theater in München. Al in 1810 had hij een kopie gemaakt van een vierkleppige fluit van de Dresdener fluitbouwer Grenser. In 1823 richtte hij de fluitbouwwerkplaats Böhm & Grève op in München. Overdag bouwde hij fluiten en ’s avonds speelde hij in het orkest.
Van 1816 tot 1818 maakte hij reizen naar Zwitserland en Straatsburg. In 1822 publiceerde hij zijn eerste compositie. Door talrijke concerten in Duitsland, Oostenrijk en Zwitserland werd hij beroemd. In 1831 maakte hij een tournee naar Parijs en Londen. Tijdens deze concertreis hoorde Böhm dat de fluitist Charles Nicholson meer succes had vanwege zijn grotere toon. Deze fluitist gebruikte namelijk een instrument met grotere toongaten dat populair was geworden in Engeland. Na zijn terugkeer naar München bouwden Böhm en Grève daarom een zogenaamde ringkleppenfluit, een nieuw model fluit met grotere toongaten. Omdat het lastiger was deze toongaten goed af te sluiten met de vingers dan de traditionele toongaten voegden ze ringvormige brillen toe om het sluiten van de toongaten te vergemakkelijken. Dit instrument had nog steeds de conische boring (naar de voet taps toelopend) zoals die van de traverso. Hij ging de jaren daarop op tournee met dit instrument, waardoor het populair werd in Frankrijk en Engeland. In deze periode werd Böhm ook uitvinder op andere gebieden: met zijn vriend Karl Emil von Schafhäutl, fysicus, ontwikkelde hij nieuwe smeltmethodes voor ijzererts, die hij liet patenteren. In de jaren erna zouden nog andere uitvindingen op dit gebied volgen.
In 1846-47 wijdde hij zich aan een studie naar akoestiek aan de Universiteit van München. Gebruik makend van wat hij had geleerd maakte hij hierna een compleet nieuw ontwerp van de fluit. Hierbij was de klankkwaliteit maatgevend en niet meer de beperkingen van het vasthouden aan de traditionele grepen. Hij maakte de toongaten groter, wijzigde de plaats van de toongaten en voegde kleppen toe met polsters eronder om de toongaten af te sluiten. De kleppen werden (net als eerder de ringen) opengehouden door een kleppensysteem met veren. De belangrijkste wijziging in 1847 betrof de boring van de fluit: hij wijzigde deze van het tot dan toe gebruikelijke cilindrische kopstuk met conisch (taps toelopend) corpus naar een conisch kopstuk met een cilindrisch corpus. Ook experimenteerde hij met verschillende materialen: tropisch hardhout (meestal grenadillehout), zilver, goud, nikkel en koper.
Zijn eerste patent op zijn nieuwe kleppensysteem dateert uit 1847. Hij publiceerde Über den Flötenbau ("Over de fluitbouw") in 1847. Zijn nieuwe fluit werd in 1851 tentoongesteld op de Great Exhibition in Londen. In 1871 publiceerde hij Die Flöte und das Flötenspiel ("De fluit en het fluitspel"), een verhandeling over de akoestische, technische en muzikale eigenschappen van de fluit met Boehm-systeem. Sommige van de fluiten die hij maakte zijn nog steeds bespeelbaar.
Het ontwerp bleek toepasbaar op dwarsfluiten van verschillende afmetingen, waardoor hij de altfluit kon ontwikkelen. De Böhmfluit onderging nog een aantal kleine veranderingen, maar is in essentie de moderne dwarsfluit zoals deze ook tegenwoordig wordt bespeeld. Böhms kleppensysteem werd later aangepast voor andere houtblaasinstrumenten, zoals de hobo, klarinet en later saxofoon.

## Acceptatie van de Böhmfluit
Böhm verleende licenties aan belangrijke fluitbouwers, waaronder Rudall, Carte and Rose in Engeland en Godefroy Ainé en Louis Lot in Frankrijk. In deze landen zou de Böhmfluit veel sneller populair worden dan in Duitsland. In Duitsland was de vooraanstaande fluitist Anton Bernhard Fürstenau zeer sceptisch over Böhms technische ontwikkelingen van de fluit. Hij stuurde later wel zijn zoon Moritz Fürstenau naar Böhm in München. Moritz keerde daarna echter terug naar de meerkleppige conische fluit. Maximilian Schwedler wees als een van de laatste grote fluitisten de Böhmfluit af en bleef de voorkeur geven een de conische bouw. Samen met de Erfurtse fluitbouwer Friedrich Wilhelm Kruspe en diens zoon Carl ontwikkelde hij de zogenaamde "Schwedler-Kruspe-reformfluit"
In Frankrijk werd de Böhmfluit pas populair na de aanpassing van Louis Dorus: hij ontwierp de gesloten gisklep als vervanging van de open gisklep die tot ongeveer 1860 algemeen zou blijven. Hij was in 1832 een van de drie eerste Franse fluitisten die op Böhms ringkleppenfluit ging spelen (met Paul Hyppolite Camus (geboren 1796) en Victor Jean Baptiste Coche (1806-1881)). In de jaren 1839-40 was Dorus betrokken bij de beoordeling van Böhms ringkleppenfluit aan het Parijse Conservatorium. De fluit werd echter niet gekozen als standaard-instrument van het instituut, omdat de fluitdocent Jean-Louis Tulou ertegen was. Tulou's bedrijf was echter leverancier van instrumenten aan het conservatorium. Dorus ging de Böhmfluit echter zelf wel gebruiken vanaf 1847. Hij volgde Tulou op als docent in 1860 en vanaf dat jaar werd de Böhmfluit van Louis Lot het officiële instrument van het conservatorium. Dorus schreef ook methodes voor de Böhmfluit.
In Italië omarmde Emanuele Krakamp de Böhmfluit als eerste. Ook hij schreef een methode voor de nieuwe fluit. Giulio Briccialdi was aanvankelijk minder geporteerd, maar bedacht later wel een nieuw mechanisme voor de bes: de zogenaamde Briccialdi-bes.

## Werken

### Boeken
- Die Flöte und das Flötenspiel in akustischer, technischer und artistischer Beziehung. Zimmermann, Frankfurt a.M. 1980 (reproductie van de uitgave Leipzig 1870)
- Über den Flötenbau und die neuesten Verbesserungen desselben. Schott, Mainz 1847

### Composities (incompleet)
- Fluitconcert in G majeur, opus 1
- Thême-varié sur Nel cor più de La Molinara de Paisiello, voor fluit en piano, opus 4
- Divertissement sur un air de Carafa, voor fluit en piano, opus 6
- bewerking van Serenade van Beethoven, voor fluit en piano, opus 8
- bewerking van Polonaise van Carafa, voor fluit en piano, opus 8a
- Divertissement sur Alma-Lied, voor fluit en orkest, opus 13
- 12 etudes voor fluit, opus 15
- Grande Polonaise voor fluit en piano, opus 16 (oorspronkelijke uitgave [16a] uit 1831, herziene uitgave [16b] waarin 100 maten zijn weggelaten uit 1842)
- Variaties op de mars uit Rossini's opera Moïse, opus 17
- Variations sur un air tyrolien, voor fluit en orkest of piano, opus 20
- Fantasie op een thema van Schubert (Sehnsucht), voor fluit en orkest of piano, opus 21
- Variations brillantes sur l'air allemand "Du, du liegst mir am Herzen", voor fluit en orkest of piano, opus 22
- Fantaisie sur des thèmes suisses, voor fluit en orkest of piano, opus 23
- Fantaisie sur des thèmes suisses, voor fluit en orkest of piano, opus 24
- Fantaisie sur des thèmes écossais, voor fluit en orkest of piano, opus 25
- 24 Caprices-Etudes, voor fluit solo, opus 26 (suite I en II)
- Souvenir des Alpes, 6 morceaux de salon, voor fluit en piano
  - Andante cantabile, opus 27
  - Rondo allegro, opus 28
  - Romance. Andantino, opus 29
  - Rondo allegretto, opus 30
  - Andante pastorale, opus 31
  - Rondò Ländler, opus 32
- Andante, voor fluit en piano, opus 33
- A la tarentella, voor fluit en piano, opus 34
- Larghetto, voor fluit en piano, opus 35
- Rondo à la Mazurka, voor fluit en piano, opus 36
- 24 etudes voor fluit met piano (4 suites) of fluit solo (2 suites), opus 37
- Andante uit Serenade opus 25 van Beethoven, voor fluit en piano, opus 46
- Elégie voor fluit en piano, opus 47
- Thema en variaties op "Gott erhalte Franz, den Kaiser" van Haydn, opus 76, no. 3
- bewerking voor fluit en piano van Adagio uit pianosonate KV 300 van Mozart
- bewerking voor fluit en piano van Andante voor fluit en orkest, KV 315 van Mozart
- bewerking voor fluit of altfluit en piano van Rondo voor piano, KV 511 van Mozart
- bewerking voor fluit en piano van het Adagio uit het klarinetkwintet KV 581 van Mozart
- 3 duo's naar Mendelssohn en Lachner voor 2 fluiten en piano
- bewerking voor altfluit en piano van 3 liederen uit Schwanengesang van Schubert
- bewerking voor fluit en piano van 6 liederen van Schubert
- bewerking voor fluit, altfluit en piano van 5 stukken van Rossini en Weber
- bewerking voor fluit en piano van Adagio van Beethoven
- Le desir voor fluit en piano